# Willem Frederik Pop

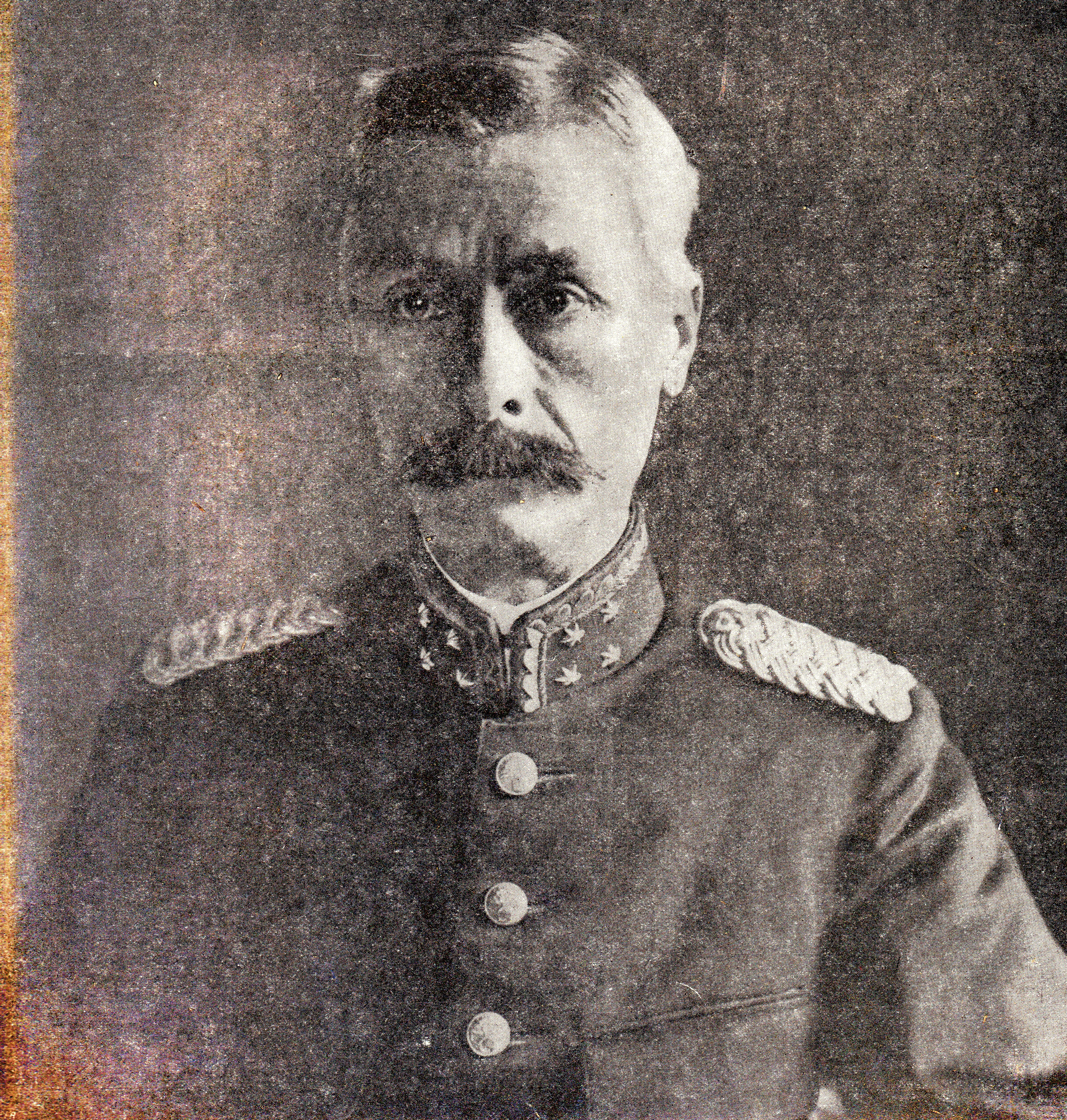
Generalleutnant Willem Frederik Pop (1920)

Willem Frederik Pop (* 14. Juni 1858 in Den Haag; † 24. Juli 1931 in Voorburg) war ein niederländischer Offizier und Politiker, der als Generalleutnant nach der Entlassung von Oberbefehlshaber Cornelis Jacobus Snijders zwischen 1918 und 1919 kommissarischer Oberbefehlshaber der Land- und Seestreitkräfte war. 1920 wurde er Kriegs- und Marineminister im Kabinett Ruijs de Beerenbrouck I und legte einen Vorschlag für ein Wehrpflichtgesetz vor, das die Dauer der ersten Übung verkürzen und ein Kern-Heer schaffen sollte. Der Widerstand in der Zweiten Kammer der Generalstaaten (Tweede Kamer der Staten-Generaal) gegen diese „Marionettenarmee“ führte dazu, dass seine Amtszeit als Minister bereits nach einem Jahr 1921 endete.

## Leben
Willem Frederik Pop absolvierte eine Offiziersausbildung und war danach Offizier sowie Stabsoffizier in der Artillerie des Heeres (Koninklijke Landmacht). Während des Ersten Weltkrieges wurde er am 1. Dezember 1914 zum Generalmajor (Generaal-majoor) sowie am 16. März 1918 zum Generalleutnant (Luitenant-generaal) befördert. Nach der Entlassung von Oberbefehlshaber General Cornelis Jacobus Snijders wurde er am 11. November 1918 kommissarischer Oberbefehlshaber der Land- und Seestreitkräfte (waarnemend opperbevelhebber van land- en zeemacht) und hatte diese Funktion bis zum 15. November 1919 inne. Zugleich wurde er am 7. Dezember 1918 Chef des Generalstabes (Chef van de Generale Staf) und übte diese Funktion bis zum 31. März 1920 aus. 
Am 31. März 1920 übernahm Pop als Nachfolger von Ministerpräsident Charles Ruijs de Beerenbrouck den Posten als Kriegsminister (Minister van Oorlog) im Kabinett Ruijs de Beerenbrouck I. Zugleich löste er Hendrik Albert van IJsselsteyn als Marineminister (Minister van Marine) ab. Im Jahr 1920 wurde – im Vorgriff auf ein neues Wehrpflichtgesetz – ein Gesetz erlassen, wonach der Jahrgang 1921 nur noch 13.000 Wehrpflichtige umfassen und die Aufenthaltsdauer in der Kaserne verkürzt werden sollte. Als Kriegsminister reichte er 1921 einen Gesetzentwurf ein, der das Milizgesetz von 1912 (Militiewet 1912) ersetzen sollte. Dieser Entwurf des Wehrpflichtgesetzes schaffte die Trennung zwischen Miliz, Landwehr und Landsturm ab und begrenzte die Dauer der ersten Übung drastisch. Darüber hinaus sollte unterschieden werden zwischen Kerntruppen (13.000 Mann), die die volle Übungszeit absolvieren würden, und Reservetruppen (10.000 Mann) mit begrenzter lokaler Übung. Der Artikel 27 des von ihm verteidigten Gesetzentwurfs zur Wehrpflicht erhielt nur die Unterstützung des Römisch-Katholischen Staatspartei und des Freiheitsbundes (De Vrijheidsbond), nachdem ein Änderungsantrag von Van Veen/De Monté, der die gesamte Truppe aus 23.000 Mann mit einer fünfmonatigen Ausbildungszeit zusammensetzen sollte, abgelehnt wurde. Aufgrund der Niederlage von Minister Pop reichte das Kabinett Ruijs de Beerenbrouck am 16. Juni 1921 seinen Rücktritt ein. Nach der Umbildung des Kabinetts am 28. Juli 1921 wurden er sowie Finanzminister Simon de Vries Czn. nicht wieder in die Regierung berufen und er als Kriegs- und Marineminister von Jannes Johannes Cornelis van Dijk abgelöst.
Nach seinem Ausscheiden aus der Regierung engagierte er sich seit November 1923 als Mitglied und stellvertretender Vorsitzender des Rates für die Zuiderzee und zudem einige Zeit als Vorstandsmitglied des Volksbunds gegen Alkoholmissbrauch (Volksbond tegen drankmisbruik). Sein Bruder, Gerrit Jacob Christiaan Andries Pop, war 1901 im Bezirk Den Haag III ein unterlegener Kandidat für die Zweite Kammer der Generalstaaten. Nach seinem Tode wurde er auf dem Friedhof Oud Eik en Duinen in Den Haag beigesetzt.